# Siphocampylus baracoensis
Siphocampylus baracoensis là loài thực vật có hoa trong họ Hoa chuông. Loài này được Vict. miêu tả khoa học đầu tiên năm 1944.